# Karl Feucht

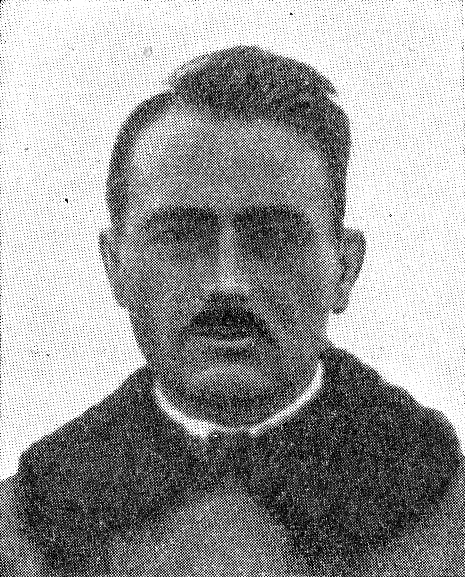
Karl Feucht (1925)

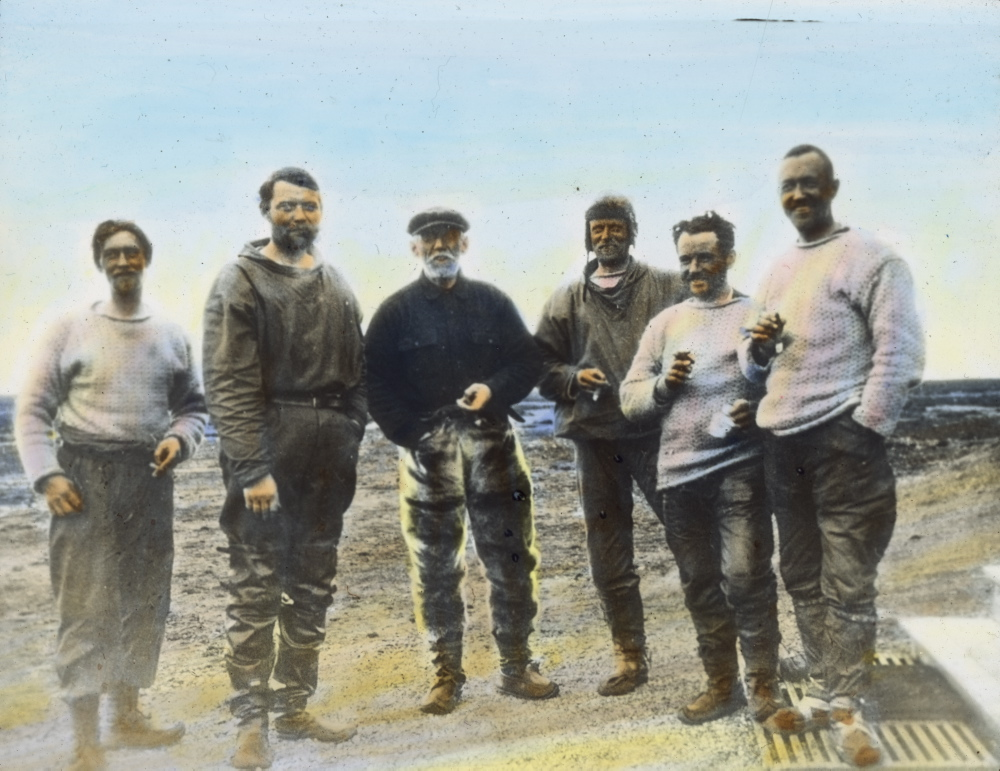
Die Polarflieger von 1925: Omdal, Riiser-Larsen, Amundsen, Dietrichson, Feucht und Ellsworth (v. links n. rechts)

Karl Feucht (* 24. Dezember 1893 in Heimerdingen; † 30. Juni 1954 in Friedrichshafen) war ein deutscher Flugzeugmechaniker und Polarflieger. 1925 war er als Mechaniker an Bord eines der beiden Flugboote, mit denen die Polarforscher Roald Amundsen und Lincoln Ellsworth vergeblich versuchten, den Nordpol auf dem Luftweg zu erreichen.

## Leben
Karl Feucht wurde 1893 als Sohn des Bauern Christian Feucht (1856–1929) und dessen Ehefrau Wilhelmine, geb. Hakius (1863–1954) geboren. Er erlernte das Schlosserhandwerk in Stuttgart und bekam auf Fürsprache seines älteren Bruders Wilhelm einen Arbeitsplatz bei den Zeppelinwerken in Staaken bei Berlin. Im Ersten Weltkrieg war er als Mechaniker auf Zeppelin-Luftschiffen über Frankreich und England eingesetzt. Nach dem Krieg arbeitete er für Claude Dornier in Friedrichshafen und Rorschach und schließlich bei der CMASA in Marina di Pisa.
1925 kaufte Roald Amundsen bei Dornier zwei Wal-Flugboote für die Amundsen-Ellsworth-Flugexpedition von Spitzbergen zum Nordpol. Karl Feucht war einer von zwei Werksmechanikern, die die für den Transport zerlegten Flugzeuge in Ny-Ålesund montieren sollten. Wenige Tage vor dem geplanten Start bat Amundsen Feucht, ihn in einem der Flugzeuge, der N 25, zu begleiten. Das Expeditionsteam bestand nun aus den Militärfliegern Leif Dietrichson und Hjalmar Riiser-Larsen, den Expeditionsleitern Roald Amundsen und Lincoln Ellsworth sowie den Mechanikern Karl Feucht und Oskar Omdal. Am Nachmittag des 21. Mai hoben die Maschinen ab. Im bald aufkommenden Nebel trieben sie etwas nach Westen ab, so dass sie den Nordpol noch nicht erreicht hatten, als Feucht feststellte, dass die Hälfte des Benzins verbraucht war. Während man nach einem Landeplatz Ausschau hielt, wo eine genaue Positionsbestimmung stattfinden sollte, fiel der hintere Motor der N 25 aus und Riiser-Larsen landete eiligst in einem offenen Wasserkanal bei 87° 43′ nördlicher Breite und 10° 20′ 1″ westlicher Länge, etwa 250 km vom Nordpol entfernt. Nach tagelanger schwerer Arbeit gelang es ihnen am 25. Mai, die Maschine aus dem Wasser aufs Eis zu ziehen. Inzwischen kamen die drei Insassen der beschädigten N 24 herüber. Das Flugboot hatte ein Leck und einer der zwei Motoren war – wie Feucht feststellen musste – festgefressen. An einen Start mit nur einem Motor war nicht zu denken. Es gelang Feucht aber, die N 25 wieder flugfähig zu machen. In dreiwöchiger Arbeit planierten die Männer eine Startbahn auf dem Eis und kehrten zu sechst an Bord der N 25 nach Spitzbergen zurück.
Karl Feucht kehrte zu seiner Arbeit in den Dornier-Werken zurück. Er starb 1954 und wurde in Heimerdingen bestattet. Die Bucht Feuchtbukta der Insel Nordostland im Spitzbergen-Archipel ist heute nach ihm benannt.

## Familiäres
Karl Feuchts Frau Maria starb bereits 1945. Das Paar hatte drei Kinder, die Söhne Richard und Wilhelm und die Tochter Gertrud.